# Batistas do Sétimo Dia
Os batistas do sétimo dia são batistas que observam o sábado, o sétimo dia da semana, como dia santo ao Senhor. Adotam uma teologia comum aos batistas, professam a Bíblia como única regra de fé e prática, realizam o batismo consciente de crentes por imersão e organizam suas igrejas em um governo eclesiástico similarmente congregacional.
Professam uma declaração de fé instituída sobre preceitos fundamentais de crença. Os batistas do sétimo dia repousam no sábado como um sinal de obediência aos mandamentos de Deus e não como uma condição de salvação.
Há inúmeros relatos na história de cristãos que guardavam o sétimo dia da semana como um dia de repouso e adoração a Deus conforme instituído por Deus na criação do mundo, afirmado como quarto mandamento e reafirmado no ensino e exemplo de Jesus e dos apóstolos. Em contraste disso, sabe-se que a maioria dos cristãos e igrejas na história escolheram o repouso no domingo ao invés do sábado. Todavia, há relatos da guarda do sábado em diversas partes do mundo. Os primeiros cristãos que adotaram a doutrina batista e guardaram o sétimo dia remonta meados do século XVII, na Inglaterra.
Constituem-se de igrejas em todo o mundo somando um total de pouco mais de 520 igrejas e aproximadamente 45 mil membros, tendo constante interação entre si através de conferências em cada país e através da Federação Mundial Batista do Sétimo Dia. No geral, mantém boas relações com outras igrejas batistas e denominações protestantes bem como estabelece vínculos com outras instituições e uniões cristãs mundiais. Entre os países lusófonos, há igrejas estruturadas no Brasil e Moçambique.

## História
Os batistas do sétimo dia datam sua origem após o movimento de dissidência do século XVI e XVII na Inglaterra, no qual muitos não viam esperança em reformar mais profundamente a Igreja da Inglaterra e retiraram-se para formar outras congregações. Dentre essas congregações estavam a congregação da cidade de Gainsborough em Lincolnshire cujo líderes eram John Smyth e Thomas Helwys. Em 1607, a congregação deixou a Inglaterra e foram para os Países Baixos onde receberam influências de doutrinas anabatistas através dos menonitas. Logo John Smyth concluiu que crianças não devem ser batizadas pois não há relato bíblico de batismos de crianças e Jesus Cristo ordenou a instrução e somente depois, o batismo. A congregação de Smyth em Amsterdã fundada em 1609, é considerada a primeira igreja batista. Dois anos depois, a igreja dividiu-se e parte retornou junto com Thomas Helwys à Inglaterra, nos arredores de Londres. Dali as práticas e ensinos batistas espalharam-se pelo país.
Apesar de alguns já terem abordado o tema do sétimo dia na história da igreja, a observância do sábado na Inglaterra era trocada pelo primeiro dia da semana, o domingo. Foi após 1617, com Hamlet Jackson e o casal John e Dorothy Traske que considera-se o início da observância do sábado na Inglaterra e a ocorrência de conhecidos debates sobre o assunto. O início aconteceu em Londres, onde o seguidor do pregador J. Traske, chamado Hamlet Jackson, um alfaiate e estudante autodidata da bíblia, o convenceu do repouso do sétimo dia (o sábado). Após um certo período do convencimento do pregador John Traske, o mesmo foi acusado de escrever duas cartas escandalosas ao rei e condenado pelas autoridades à prisão no dia 19 de junho de 1618 por "(...) ambicionar ser líder de uma facção judaica". Depois de um ano preso, John Traske retratou-se, foi solto e tentou desviar seus seguidores desta e de outras doutrinas que pregava. Todavia, Dorothy Traske não renegou suas convicções e permaneceu 25 anos na prisão.
Após estes, outros grupos também guardavam e declaravam a observância do sábado, o que gerava retaliações pelas autoridades políticas e eclesiásticas da época. Sob o governo republicano da Comunidade da Inglaterra entre 1649-1660 os cristãos das ilhas britânicas desfrutaram de relativa liberdade religiosa e política. O fato proporcionou a busca de uma identidade religiosa e um enfoque maior nas escrituras ao invés de outros elementos como a tradição, com isso surgiu finalmente na história da igreja os primeiros batistas do sétimo dia. Em 1650, James Ockford publicou em Londres o livro The Doctrine of the Fourth Commandment, Deformed by Popery, Reformed & Restored to its Primitive Purity [A doutrina do Quarto Mandamento, deturpado pelo catolicismo, reformado & restaurado à sua pureza inicial], foi os primeiros escritos de um batista defendendo a observância do sábado. O livro gerou tamanho incômodo, que o prefeito de Salisbury - Inglaterra, cidade onde J. Ockford morava, solicitou do Presidente do Parlamento orientações de como tratar a obra, então, junto com uma comissão parlamentar foi determinado que todas as cópias fossem queimadas sem dar a oportunidade de James Ockford defendê-las. Apenas uma cópia escapou, guardada hoje em uma biblioteca na cidade de Oxford.

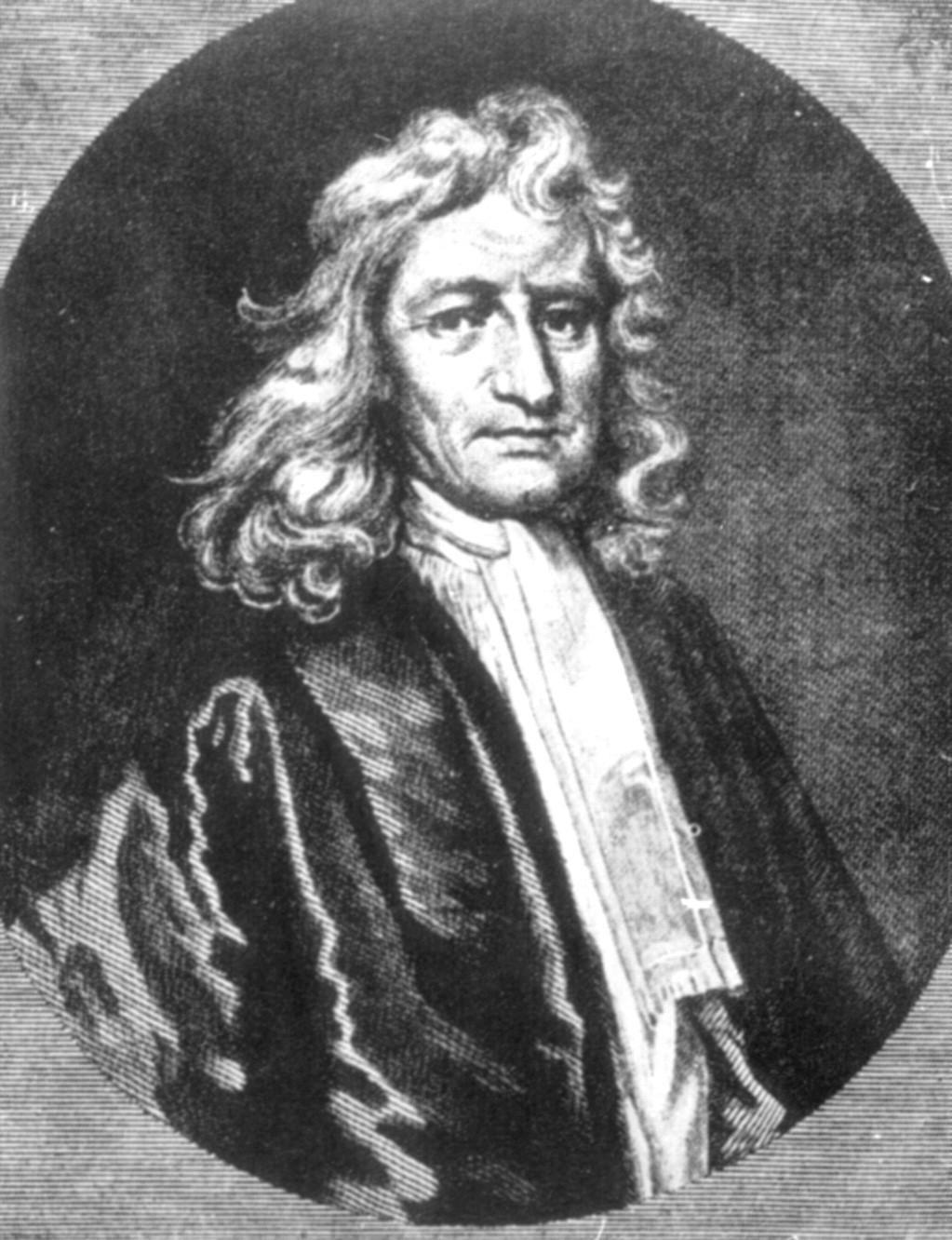
Dr. Peter Chamberlen em 1658

A primeira Igreja Batista do Sétimo Dia conhecida foi a Igreja de Mill Yard estabelecida em Londres, onde ocorreu o primeiro culto em 1651, realizado pelo conhecido Dr. Peter Chamberlen "o terceiro". Os primeiros registros de atividades da igreja foi destruído num incêndio, o segundo livro de registros está em posse da atual Seventh Day Baptist Historical Society [Sociedade Histórica dos Batistas do Sétimo Dia]. O primeiro pastor a ser oficialmente considerado responsável pela congregação foi William Saller, que dentre outras atividades, escreveu onze livros e um livreto, além de um apelo aos magistrados relatando preocupação com leis impondo o repouso no domingo. A igreja local continua com suas atividades até hoje, com o nome de Mill Yard Seventh Day Baptist Church [Igreja Batista do Sétimo Dia de Mill Yard].
Haviam assuntos entre os batistas do sétimo dia que eram discutidos além da uniforme concordância do sábado, entre eles a propiciação geral. A maioria dos batistas como também os do sétimo dia eram "batistas gerais" e acreditavam em uma propiciação geral e ilimitada. Entretanto alguns batistas do sétimo dia eram influenciados pela doutrina calvinista e acreditavam na predestinação, na qual a salvação é limitada aos eleitos, sendo os demais predestinados à condenação, portanto eram chamados de "batistas particulares". Essa diferença parece não ter impedido a comunhão entre os batistas do sétimo dia no seu início, no entanto gerou incômodos maiores a partir do século XVII. Atualmente, as Igrejas Batistas do Sétimo Dia ainda continuam a deixar em aberto essa questão, não tendo nenhuma menção direta em sua declaração de fé ou em outro documento oficial da igreja.

### Batistas do Sétimo Dia no Reino Unido
Em 1660 com o fim do governo republicano e a restauração da monarquia na Inglaterra a relativa liberdade religiosa foi novamente restringida principalmente para os dissidentes ingleses, forçando os batistas do sétimo dia a cada vez mais unirem-se em localidades específicas. Edward Stennett escreveu em 1668 para batistas do sétimo dia da cidade de Newport - EUA que haviam na Inglaterra aproximadamente nove ou dez igrejas que observavam o sábado, além de muitos discípulos espalhados que têm repousado neste grande dia.
O ministro e mestre em Oxford, Francis Bampfield foi também um batista do sétimo dia de destaque, fundou a Igreja Batista do Sétimo Dia de Pinner's Hall na cidade de Londres em 1676. Foi um dos primeiros a propor uma associação que englobasse as igrejas batistas do sétimo dia da Inglaterra e suas colônias na América do Norte, visando melhor instrução bíblica para as crianças e ministros, bem como estratégias para a conversão dos judeus.
Indivíduos e grupos batistas do sétimo dia seguem aparecendo na história do Reino Unido, todavia não obtiveram muito crescimento se comparado a países da América do Norte. Entre meados do século XVII até 1910, Don A. Sanford elenca entre cinco a dezesseis congregações que existiram no Reino Unido sendo três em Londres, uma na cidade de Colchester e em Braintree e outras que existiram difundidas desde o condado de Norfolk até os condados de Dorsetshire e Gloucestershire.
Atualmente, o Reino Unido conta com pouquíssimas igrejas batistas do sétimo dia, em grande parte frutos da obra missionária da Conferência Batista do Sétimo Dia da Jamaica.

### Batistas do Sétimo Dia nos Estados Unidos
As primeiras imigrações para as colônias britânicas na América do Norte ocorreram por questões políticas, religiosas, econômicas e sociais. O primeiro a ser reconhecido pela história como batista do sétimo dia nas Américas foi Stephen Mumford e sua esposa Anne, os quais eram da Igreja Batista de Tewkesbury - Inglaterra e observavam o sábado. O casal Mumford migrou para as colônias americanas em 1664 mas pouco se conhece sobre suas vidas na Inglaterra.

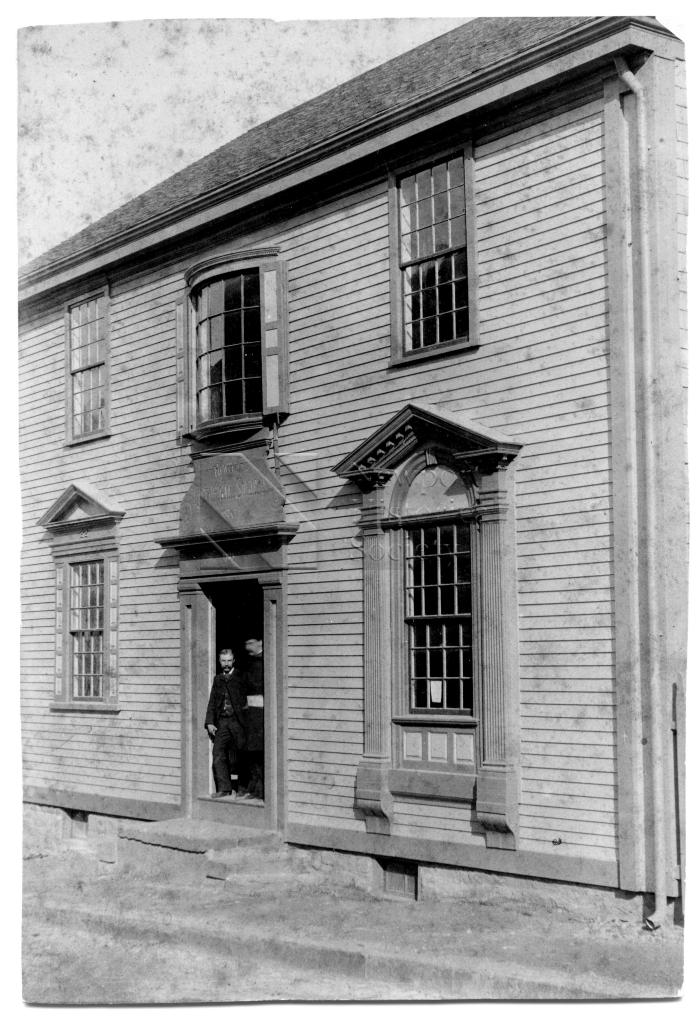
Antiga Igreja Batista do Sétimo Dia de Newport na Barney Street de 1730

Após uma oposição inflexível de alguns batistas ao repouso do sábado da Primeira Igreja Batista da colônia de Rhode Island (localizada em Newport), cerca de cinco a cinquenta batistas que guardavam o sábado saíram desta igreja, uniram-se ao casal Mumford e instituíram em 3 de Janeiro de 1672 a Igreja Batista do Sétimo Dia de Newport - Rhode Island, sendo a primeira igreja batista do sétimo dia das Américas. Os cultos aconteciam em um prédio em Green End (endereço) mas ficou pequeno com o crescimento da igreja, foi então comprado um terreno na Barney Street [Rua Barney] e erguido o novo templo em 1730.

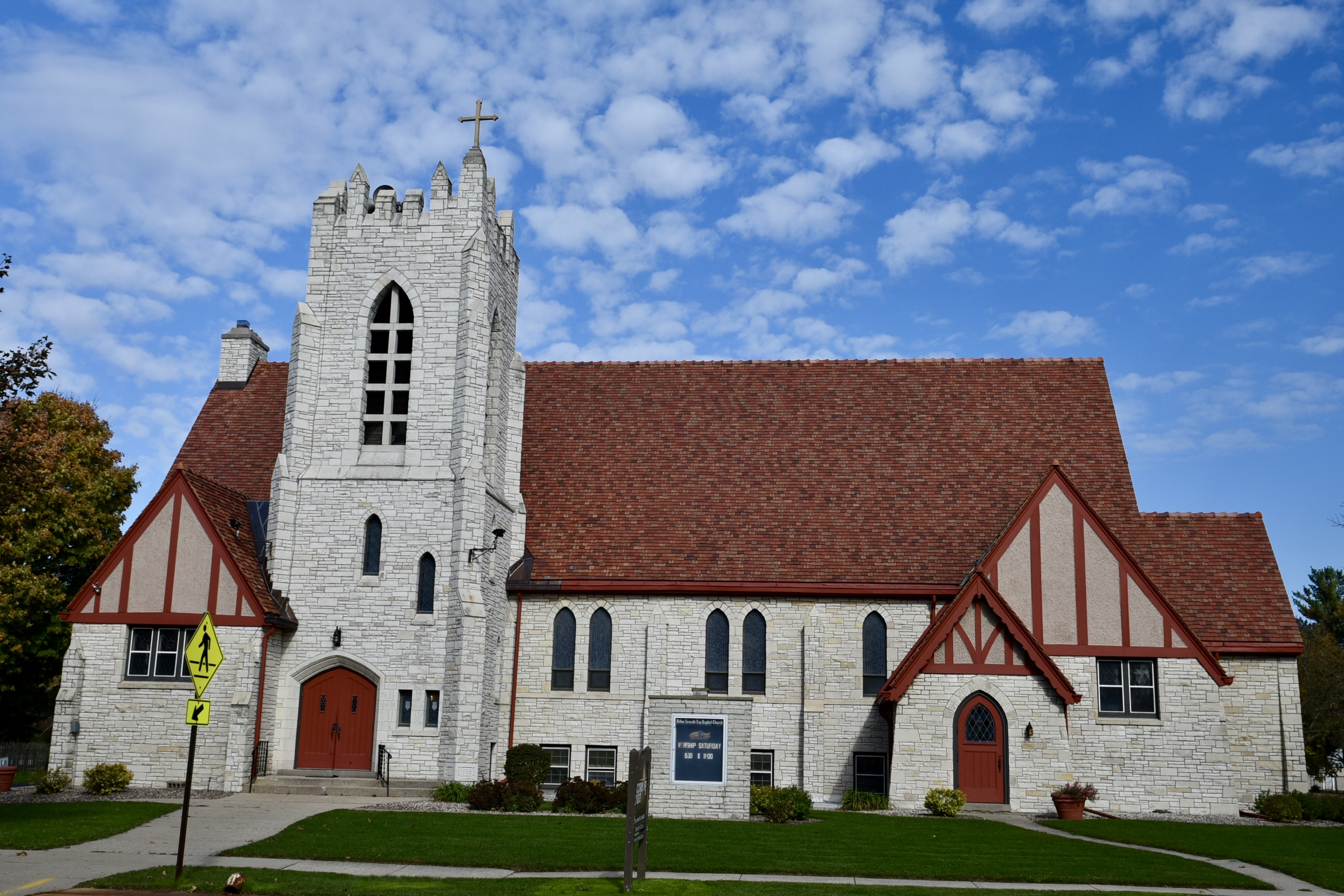
Igreja Batista do Sétimo Dia em Milton - Estados Unidos

Com isto, Newport - Rhode Island tornou-se um centro no qual se expandiram a outras colônias americanas, poucos anos depois duas outras importantes igrejas foram estabelecidas no início do século XVIII, nas cidades de Filadélfia - Província da Pensilvânia e Piscataway - Província de Nova Jérsei. Em 1776, somavam-se algumas poucas centenas de membros e doze igrejas instituídas nas Américas, inclusive, dois governadores da Colônia de Rhode Island foram batistas do sétimo dia, Richard Ward e Samuel Ward, e muitos anos depois um senador pela Virgínia Ocidental. Com o passar do tempo os batistas do sétimo dia foram se expandindo, acompanhando o desenvolvimento das colônias.
O rumo da expansão das igrejas batistas do sétimo dia e o aumento da distância territorial entre elas culminou com a organização de uma Conferência Geral. Em 11 de Setembro de 1801 em uma reunião anual de algumas igrejas batistas do sétimo dia em Hopkinton - Rhode Island, Henry Clarke propôs "a união em uma instituição com o propósito de propagar nossa religião nas diferentes partes dos Estados Unidos, enviando missionários de várias igrejas, sob o custeio das mesmas". A proposta foi aprovada em Setembro de 1802 e foi fundada a Conferência Geral. A conferência serviu para realização de obras missionárias, promoção da união e crescimento no número de membros e localidades, bem como estimulou e ajudou a fundar a Seventh Day Baptist Missionary Society [Sociedade Missionária Batista do Sétimo Dia]. A conferência obteve união com as igrejas batistas do sétimo dia do Canadá, passando a nomeação para Seventh Day Baptist General Conference of USA and Canada [Conferência Geral Batista do Sétimo Dia dos EUA & Canadá].
Até 2017, contavam com 81 igrejas incluindo as localizadas no Canadá. Atualmente, as igrejas batistas do sétimo dia estão presentes em todas as regiões dos Estados Unidos, tendo maior presença na região Nordeste e região Sul dos Estados Unidos.

### Batistas do Sétimo Dia no Brasil

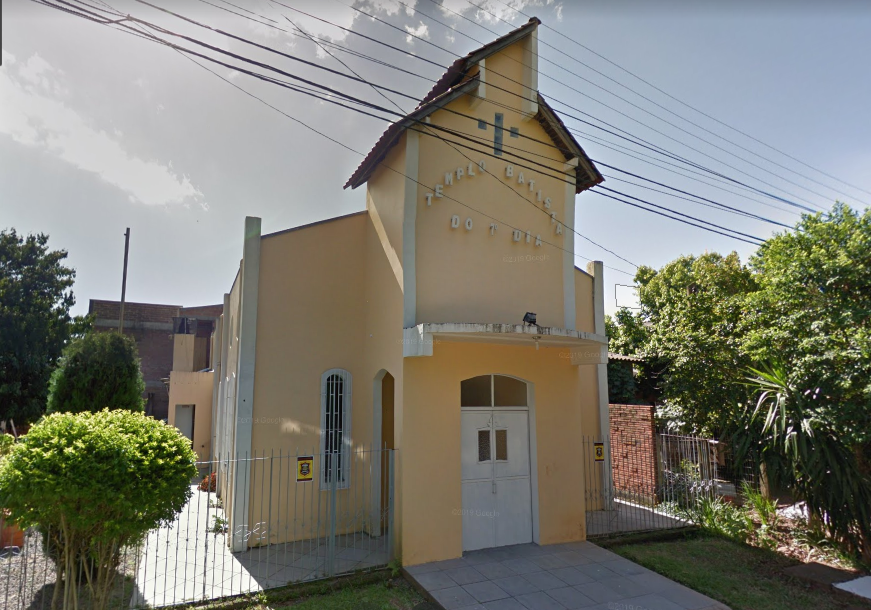
Igreja Batista do Sétimo Dia em Novo Hamburgo - Brasil

A origem dos batistas do sétimo dia no Brasil ocorre por diversos eventos relacionados entre si, em diferentes localidades. Após alguns membros da Igreja Adventista do Sétimo Dia terem contato com a integralidade das doutrinas adventistas até então pouco conhecida entre eles, rejeitaram as mesmas, incluindo os escritos e profecias de Ellen G. White. Boa parte desses conhecimentos foram obtidos devido aos ensinamentos do missionário adventista Augusto Rockel em suas visitas, buscando firmar a fé adventista do sétimo dia, naquelas localidades. Após isso, em 1911 na cidade de Porto União houve uma cisão na igreja e parte das famílias que rejeitaram as doutrinas foram as que permaneceram, decidindo mudar o nome da igreja local para Igreja Adventista do Sétimo Dia Independente. Entre essas famílias estavam Theodoro Neumann, Brasileiro Venâncio e Germano Echterhoff.
O despertar de rejeição após o conhecimento das doutrinas adventistas em sua totalidade, ocorreu também com membros de Curitiba, Itararé e outras cidades. Foi então que em Janeiro de 1913, Theodoro P. Neumann, Jorge P. Wischral, Julio Nisio, Gustavo Schier, Candido M. de Godoy e Germano Echterhoff pediram demissão oficial da Igreja Adventista do Sétimo Dia no Paraná e em 20 de Janeiro de 1913 organizaram a corporação "Evangélicos Adventistas do Sétimo Dia". Mais tarde, em junho de 1916, a corporação se tornaria uma conferência de igrejas, chamadas Igreja Evangélica Adventista com sede em Curitiba. Evidências apontam Jorge Wischral como líder do movimento, em torno de 200 pessoas juntaram-se às igrejas no início.
Passado alguns anos, o irmão Gustavo Perske da Igreja localizada em Porto União estabeleceu contato, através do seu vizinho Lühmann, com a Igreja Batista do Sétimo Dia de Hamburgo – Alemanha que respondeu positivamente para uma comunhão. No mesmo ano, membros da igreja reuniram-se em uma assembleia geral extraordinária em 4 de Novembro de 1950 onde houve entendimento de que alinhavam-se às doutrinas batistas do sétimo dia e portanto, adotado o nome de Igreja Batista do Sétimo Dia.
Em 1965 em um assembleia geral, foi aprovado a "Declaração de Fé" e a associação das igrejas batistas do sétimo dia brasileira à Federação Mundial Batista do Sétimo Dia. A organização entre as igrejas ocorre pela Conferência Batista do Sétimo Dia Brasileira. A igreja contava na época com cerca de 1.000 membros nos três estados da região sul, fora membros de outros estados.
Em 2017, seu relatório referenciava 4.953 membros no Brasil e 65 igrejas. Atualmente, a Igreja Batista do Sétimo Dia no Brasil está presente em todas as regiões do Brasil tendo maior concentração de igrejas na região sul do Brasil.

### Batistas do Sétimo Dia em Moçambique
Os batista do sétimo dia de Moçambique são oriundos da obra missionária dos batistas do sétimo dia de Malawi, país que faz fronteira com Moçambique. Em 1974, foi fundada a primeira Igreja Batista do Sétimo Dia em Moçambique, que ao passar dos anos obteve crescimento e expansão territorial. Até Setembro de 2018, somavam-se 118 igrejas concentradas nas regiões norte e centro do país e 6.442 membros no total. A igreja sede nacional está localizada na província de Nampula.
A Igreja tem sido sofrido com poucos recursos humanos e financeiros dada a mesma situação, de maneira geral, ocorrer no país. Com isso, muitos membros e igrejas não têm bíblias para estudos e utilização nos cultos. A Igreja Batista do Sétimo Dia no Brasil têm realizado gradativo apoio ministerial e cooperação à igreja em Moçambique, além de apoio com recursos materiais.

## Declaração de Fé
Liberdade de Consciência
‘Os batistas do sétimo dia consideram a liberdade de consciência debaixo da direção do Espírito Santo como essencial à convicção e prática cristãs. Então nós encorajamos o estudo e a discussão aberta das Escrituras. Defendemos a liberdade individual de consciência em procurar entender e obedecer a vontade de Deus. Por isso, não temos um credo obrigatório. Não é nossa pretensão que a declaração seguinte seja exaustiva, mas é uma convicção comum que é derivada de nossa compreensão das Escrituras (II Coríntios 3:17, 18; II Timóteo 2:15; 3:16, 17; Romanos 12:2; 10:17; Efésios 4:3-6,15, Mateus 18:15-20; Lucas 22:24-27; Atos 6:1-6; 2:44, 45; Colossenses 3:15-17; I Pedro 5:1-5)’.
Deus, o Pai
‘Cremos em um Deus, infinito e perfeito, o criador e sustentador do universo, que existe eternamente em três pessoas, Pai, Filho e Espírito Santo, e deseja compartilhar o seu amor de uma maneira pessoal com cada um. Cremos em Deus, o Pai, que é soberano acima de tudo, manifestando seu imenso amor e justiça, tanto perdoando o arrependido como condenando o que não se arrepende (Gênesis 1:1; Isaías 25:1-9; Salmos 90:1, 2; 91:2; João 4:24; 5:24; 3:16-18; I Timóteo 1:17; Deuteronômio 6:4-9; I Reis 8:27; I João 1:5; Atos 17:24, 25,28; II Pedro 3:9; I Coríntios 8:6; Efésios 4:6; Ezequiel 33:11; II Tessalonicenses 1:6-8)’.
Deus, o Filho
‘Cremos em um Deus, infinito e perfeito, o criador e sustentador do universo, que existe eternamente em três pessoas, Pai, Filho e Espírito Santo, e deseja compartilhar o seu amor de uma maneira pessoal com cada um. Cremos em Deus, o Filho, encarnado na pessoa de Jesus Cristo, nosso Senhor e Salvador. Ele se deu na cruz como sacrifício completo e final pelo pecado. Como nosso Senhor ressurreto, ele é o mediador entre Deus, o Pai e o ser humano (João 1:14-18, 34; 3:16; 12:32; 14:6; Hebreus 1:3; Romanos 1:3-5; I João 3:16; 2:1, 2; Gálatas 4:4-6; I Pedro 2:24; Hebreus 10:10-14; I Coríntios 15:20-23; I Timóteo 2:5; Efésios 1:18-23)’.
Deus, o Espírito Santo
‘Cremos em um Deus, infinito e perfeito, o criador e sustentador do universo, que existe eternamente em três pessoas, Pai, Filho e Espírito Santo, e deseja compartilhar o seu amor de uma maneira pessoal com cada um. Cremos em Deus, o Espírito Santo, o Consolador que dá o nascimento espiritual, vive nos crentes, e capacita-os para o testemunho e serviço. Nós cremos que o Espírito Santo inspirou as Escrituras, convence o ser humano do pecado e instrui o crente na verdade e retidão (João 14:16, 17,26; 16:7-14; Atos 1:8; Romanos 5:5; II Pedro 1:20, 21; I Coríntios 12:4-11)’.
A Bíblia
‘Cremos que a Bíblia é a Palavra inspirada de Deus e é nossa autoridade final em assuntos de fé e prática. Cremos que Jesus Cristo, em sua vida e ensinos como registrado na Bíblia, é o intérprete supremo da vontade de Deus para o ser humano (II Timóteo 3:14-17; II Pedro 1:20, 21; 3:1, 2, 15,16; Hebreus 4:12; 1:1, 2; João 20:30, 31; Romanos 3:2; Mateus 5:17-19; Salmos 119:105)’.
O Ser Humano
‘Cremos que o ser humano foi criado à imagem e semelhança de Deus e é a obra mais nobre de toda criação. Cremos que os seres humanos têm responsabilidades morais, e foram criados para desfrutar de uma comunhão com Deus e com os demais seres humanos, como filhos de Deus (Gênesis 1:26, 27; Salmos 8:3-8; Miqueias 6:8; Mateus 5:44-48)’.
Pecado e Salvação
‘Cremos que pecado é a desobediência a Deus e o fracasso em viver de acordo com a sua vontade. Por causa do pecado todas as pessoas se separaram de Deus. Acreditamos em virtude de sermos pecadores, necessitamos de um Salvador. Cremos que a salvação do pecado e da morte é o dom de Deus manifestando seu amor na redenção através da morte e ressurreição de Cristo, e só é recebido por arrependimento e fé nele. Cremos que todos que se arrependem do pecado e recebem a Cristo como Salvador não serão castigados no julgamento final, mas desfrutarão da vida eterna (I João 1:3, 8-10; 3:4, 5; João 1:12; 3:16-18,38; 14:6; Romanos 3:21-25; 5:6-8,10; 6:23; Efésios 2:8, 9; II Tessalonicenses 1:5-9; Apocalipse 20:11-15; Isaías 59:2; Hebreus 9:10-14; I Pedro 1:3; Mateus 25:41, 46)’.
A Vida Eterna
‘Nós cremos que Jesus ressuscitou da morte e vive eternamente com o Pai, e que ele virá novamente com poder e grande glória. Cremos que a vida eterna começa no conhecimento de Deus através de um compromisso com Jesus Cristo. Cremos que porque ele morreu e ressuscitou, a ressurreição com corpos espirituais e imperecíveis é o dom de Deus aos crentes (João 3:14-16; 6:40; 10:27, 28; 17:1-3; Romanos 6:23; 5:14; 17:6-11; Lucas 24:1-6; Mateus 28:1-8; 23:12, 13,30; 25:31-34,46; I Coríntios 15:20-22, 42-44, 53-54; I João 5:11-13; Colossenses 3:1-4; I Tessalonicenses 4:13-18; Tito 2:13)’.
A Igreja
‘Nós cremos que a igreja de Deus é constituída de todos os crentes reunidos pelo Espírito Santo e unidos em um corpo do qual Cristo é a cabeça. Cremos que a igreja local é uma comunidade de crentes organizada numa relação de aliança, ou pacto, para adoração, companheirismo e serviço, praticando e proclamando convicções comuns, enquanto cresce na graça e no conhecimento de nosso Senhor e Salvador Jesus Cristo. Cremos no sacerdócio de todos os crentes e procuramos trabalhar juntos para testemunho mais efetivo (Atos 20:28; 2:42; I Coríntios 12:13, 14,27; Colossenses 1:18; Romanos 12:4, 5; I Pedro 2:4-10; Mateus 18:20; Efésios 2:19-22; 4:11-16; II Pedro 3:18; Hebreus 10:25, 25)’.
O Batismo
‘Cremos que o batismo de crentes em obediência à ordem de Cristo é um testemunho à aceitação de Jesus Cristo como Salvador e Senhor. Nós cremos no batismo por imersão como um símbolo da morte para o pecado, um penhor para uma vida nova nele (Mateus 28:19,20; Romanos 6:3, 4,11; Atos 2:38-41; Colossenses 2:12; I Pedro 3:21; Gálatas 3:26, 27)’.
A Ceia do Senhor
‘Nós cremos que a Ceia do Senhor rememora a Paixão e a morte do Redentor da humanidade até que ele volte, e é um símbolo da fraternidade cristã e um penhor da renovada lealdade ao nosso Senhor ressurreto. Cremos também que o lava-pés foi praticado e ordenado por Jesus, e que como um ato de fé, humildade e amor, deve anteceder à comunhão da Ceia do Senhor (Marcos 14:22-25; I Coríntios 10:16, 17; 11:23-30; Mateus 26:26-29)’.
O Sábado Sagrado
‘Nós cremos que o sábado sagrado da Bíblia, o sétimo dia da semana, é tempo sagrado, um dom de Deus para todas as pessoas, instituído na criação, afirmado nos dez mandamentos e reafirmado no ensino e exemplo de Jesus e dos apóstolos. Cremos que o dom do repouso do sábado sagrado é uma experiência da presença eterna de Deus com seu povo. Acreditamos que em obediência a Deus e em resposta amorosa à sua graça em Cristo, o sábado sagrado deveria ser observado fielmente como um dia de descanso, adoração e celebração (Gênesis 2:2, 3; Êxodo 16:23-30; 20:8-11; Marcos 2:27, 28; Lucas 4:16; Atos 13:14, 42-44; 16:11-13; 17:2, 3; 18:4-11; João 14:15; Mateus 5:17-19; Isaías 58:13,14; Ezequiel 29:19, 20; Hebreus 4:9, 10)’.
Evangelismo

‘Nós cremos que Jesus Cristo nos comissiona a proclamar o evangelho, fazer discípulos, batizar e ensinar a observância de tudo aquilo que ele ordenou. Nós somos chamados para ser testemunhas de Cristo para todo o mundo e em todas as relações humanas (Mateus 28:18-20; 24:14; Atos 1:8; II Coríntios 4:1, 2, 5,6; 5:17-20; Salmos 96:2, 3; I Pedro 3:15, 16; Efésios 6:14-20; Marcos 16:15)’.

## Federação Mundial Batista do Sétimo Dia

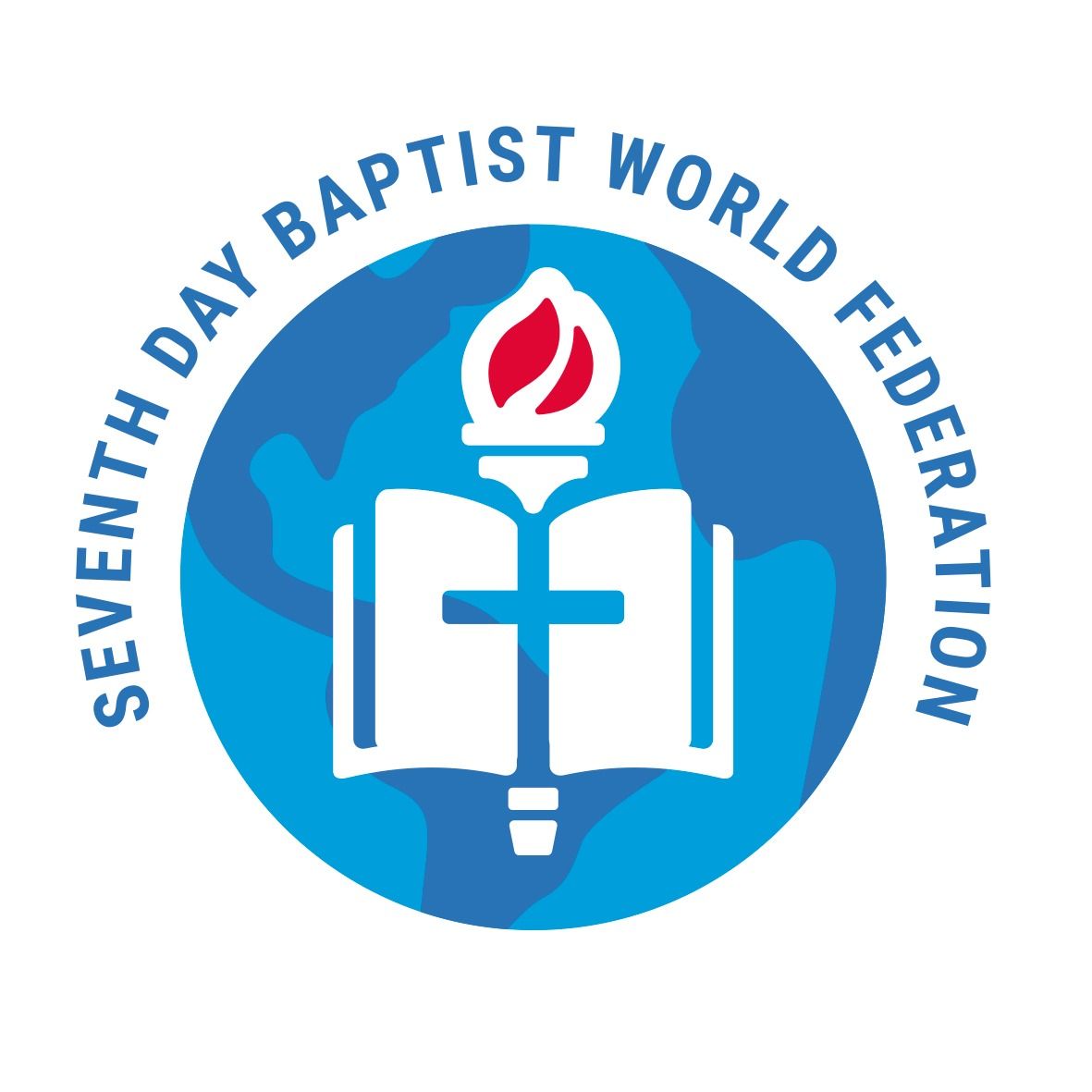
Logotipo da Federação Mundial Batista do Sétimo Dia

A Federação Mundial Batista do Sétimo Dia (em inglês: Seventh Day Baptist World Federation) é uma federação que une organizações batistas do sétimo dia ao redor do mundo que cooperam com o propósito da federação de fornecer maior comunicação entre batistas do sétimo dia; promover projetos de mútuo interesse que se beneficiará de cooperação internacional; e estimular o companheirismo entre os cristãos batistas do sétimo dia; entre outros propósitos.
Atualmente, reúne 19 integrantes localizados em 20 países e em todos continentes. É conduzida por dirigentes eleitos que executam funções de acordo com sua constituição estabelecida. Os representantes se reúnem de tempos em tempos para compartilhar união e discutir temas pertinentes as igrejas batistas do sétimo dia.
A ideia de uma associação de batistas do sétimo dia do mundo foi cogitada por Everett Harris dos Estados Unidos e Gerben Zijlstra dos Países Baixos. Após a exposição da ideia por ambos em uma reunião de representantes de conferências batistas do sétimo dia, houve a fundação da federação em 1965, por conferências batistas do sétimo dia de 11 países, expandindo posteriormente para 20 países. A Federação Mundial Batista do Sétimo Dia segue presente nas igrejas, suas missões, união e atividades vigoram até os dias atuais.